# Palúdzka

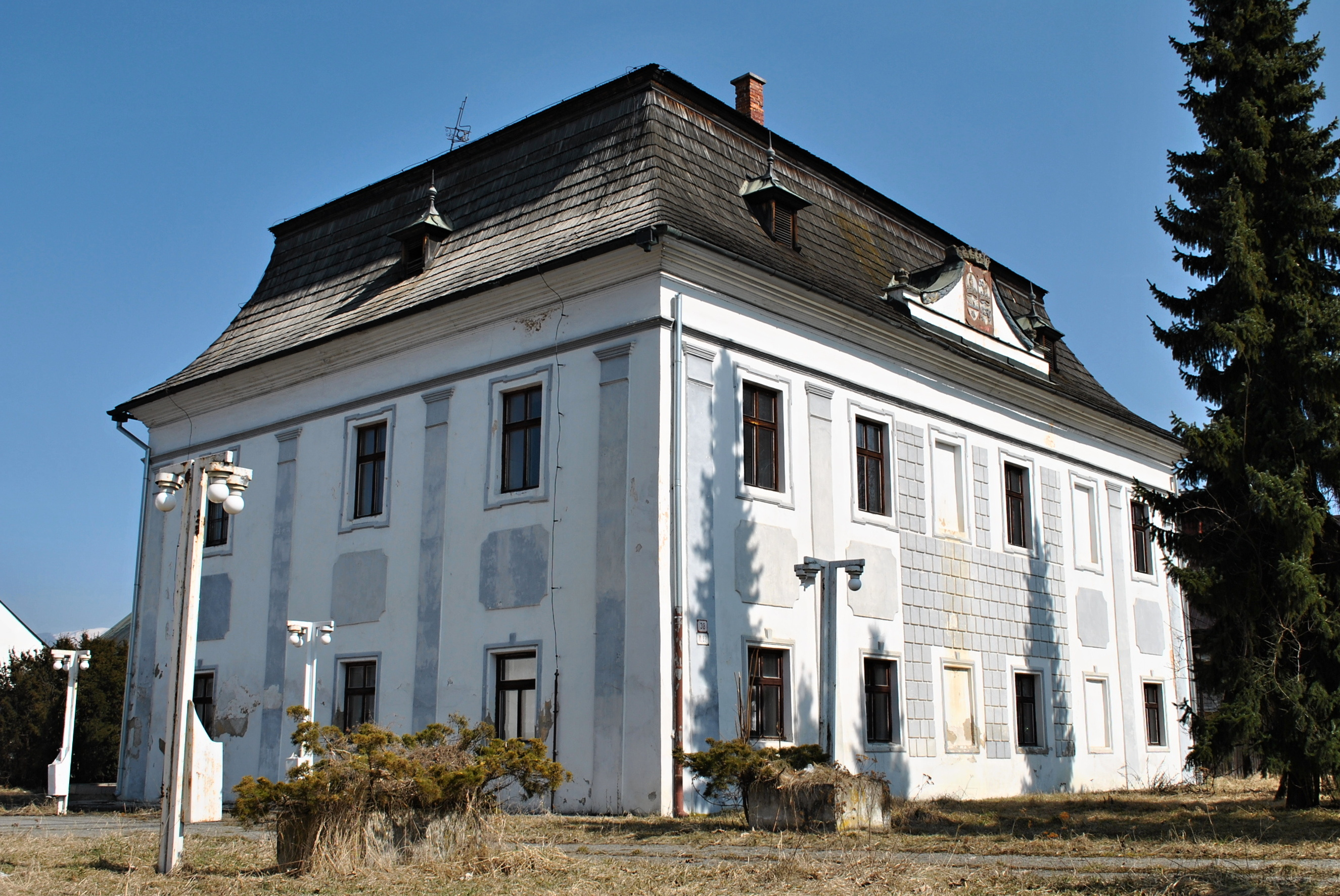
Schloss Bocian der Familie Palugyay

Palúdzka (älter slowakisch „Palúďka“, „Palúzka“ oder „Malá Palúčka“; ungarisch Kispalugya) ist eine ehemalige Gemeinde und seit 1960 ein Teil der slowakischen Stadt Liptovský Mikuláš. Der Ort liegt im westlichen Teil der Stadt an der Mündung der Demänovka in die Waag, kurz vor dem Stausee der Talsperre Liptovská Mara.

## Geschichte

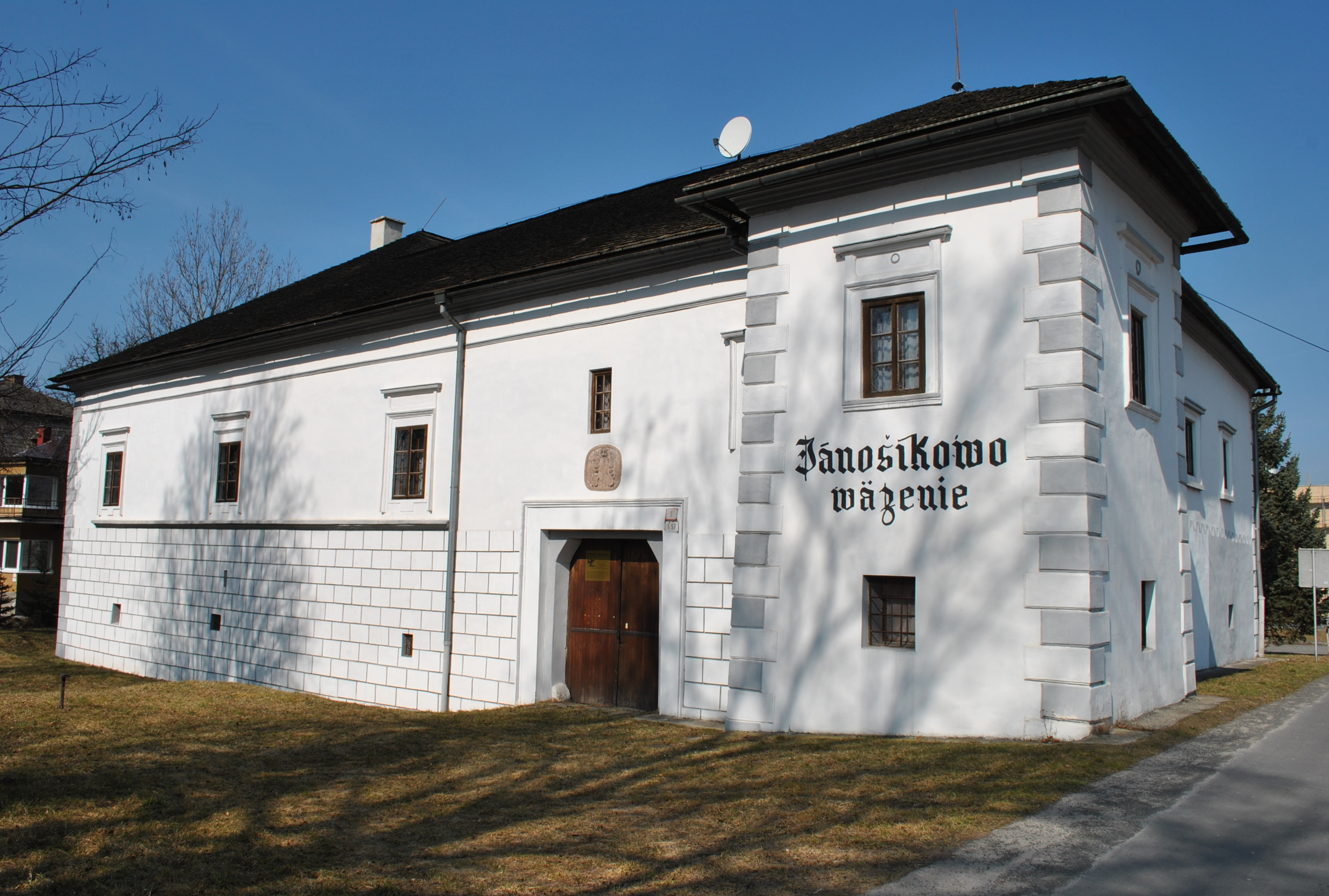
Schloss Vranovo

Palúdzka entstand im 13. Jahrhundert auf dem Gebiet des heute nicht mehr existierenden Ortes Paludza und wurde zum ersten Mal 1273 als Polugia Minor schriftlich erwähnt. 1283 gliedert sich das Gemeindegebiet von Bodice aus, der Ort wurde Besitz von Andreas, dem Notar des Sohler Gespans Demeter und Vorfahren der landadligen Familie Palugyay, die den Ort bis 1848 als Herrschaftsgebiet besaß. 1715 wohnten hier neun Steuerzahler. 1784 hatte die Ortschaft 66 Häuser und 636 Einwohner, 1828 zählte man 56 Häuser und 840 Einwohner, die überwiegend als Landwirte und Arbeiter in Gerbereibetrieben beschäftigt waren.
Bis 1918 gehörte der Ort im Komitat Liptau zum Königreich Ungarn und kam danach zur neu entstandenen Tschechoslowakei beziehungsweise heutigen Slowakei. In der Volkszählung 1948, der letzten vor der Eingemeindung nach Liptovský Mikuláš, wohnten 1588 Einwohner in der Gemeinde.

## Bauwerke und Denkmäler

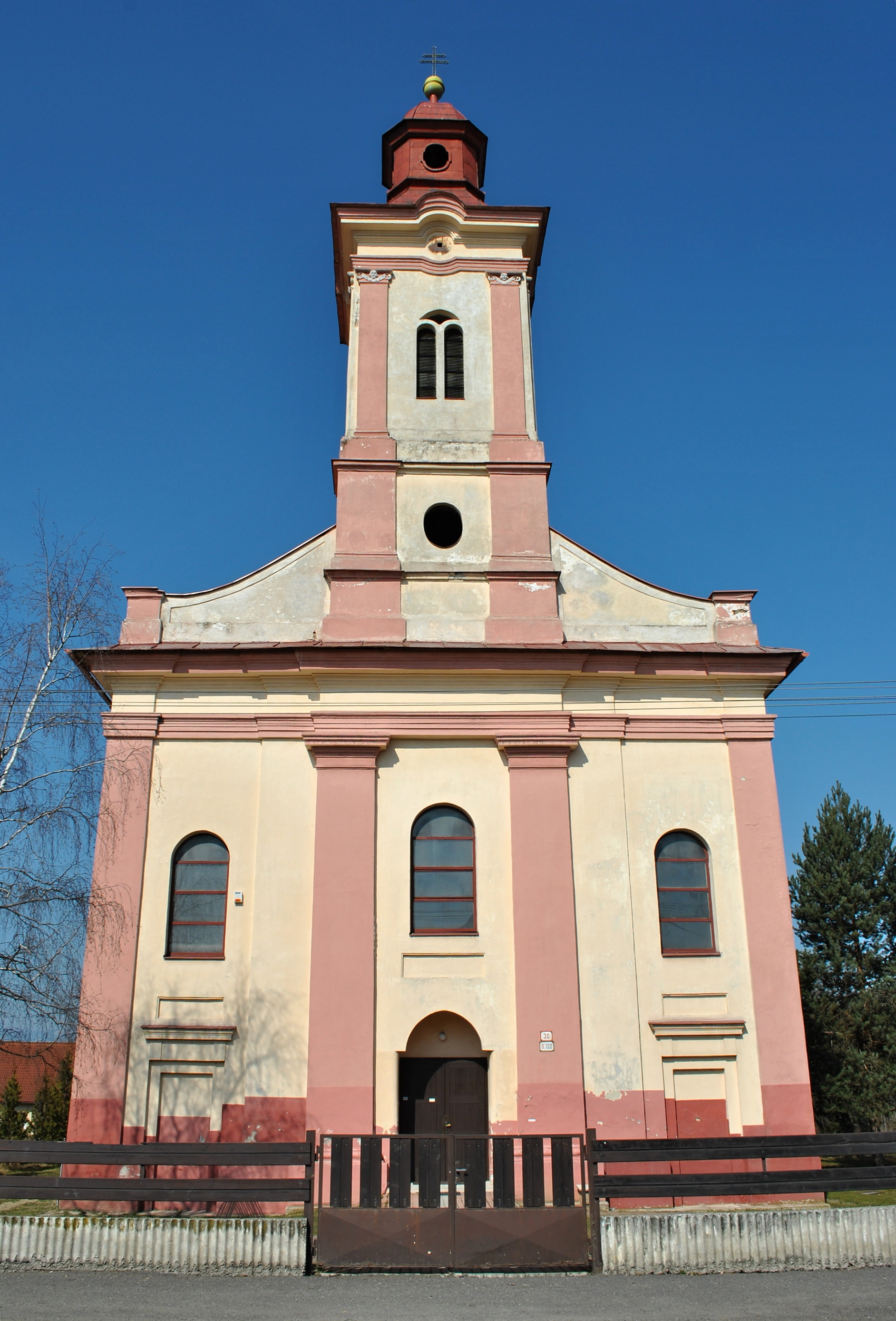
Römisch-katholische Kirche

- Schloss Vranovo im Stil der Renaissance aus dem Jahr 1612, ein zweigeschossiges, U-förmiges Gebäude. Im 18. Jahrhundert wurde es barockisiert und nach einem Brand im 19. Jahrhundert im neoklassizistischen Stil gestaltet. Der Tradition nach erhielt das Schloss seinen Namen nach dem häufigen Vorkommen von Krähen (slow. Sg. vrana). Im Winter 1713 war hier der slowakische Räuberführer Juraj Jánošík eingekerkert. In den 1970er Jahren wurde das Schloss saniert und im Gebäude das Literaturmuseum Janko Kráľ eingerichtet, nach einer Restitution wurde das Schloss Privatbesitz und das Museum musste 1997 anderswo untergebracht werden.[3]
- Schloss Bocian der Familie Palugyay im gemischten rokoko-klassizistischen Stil heißt nach dem Vorkommen von Störchen (slow. Sg. bocian). Als Landsitz entstand das Schloss gegen die Wende der 16. und 17. Jahrhunderts, sein heutiges Aussehen erhielt es nach einem Umbau im Jahr 1826. Zum Schlossgelände gehört ein ehemaliger Getreidespeicher im klassizistischen Stil aus der Mitte des 19. Jahrhunderts.[4] 1984 wurde im Schloss ein Hotel errichtet, dieses ist aber seit Jahren gesperrt und soll in einen luxuriösen Apartmentkomplex umgebaut werden (Stand 2023).[5]
- römisch-katholische Kirche Hl. Johannes im barock-klassizistischen Stil aus dem Jahr 1854[6]
- Kapelle Johann von Nepomuk aus dem Jahr 1856[7]
- evangelische Kirche aus den Jahren 1940–41[8]

## Söhne und Töchter von Palúdzka
- Imrich Palugyay (1780–1858), Geistlicher
- Peter Július Kern (1881–1963), Maler
- Egon Gál (* 1940), Philosoph
- Pavel Vilikovský (1941–2020), Schriftsteller
- Július Filo (* 1950), evangelischer Geistlicher
- Peter Rajniak (1953–2000), Basketballspieler